# The Gatekeepers - I guardiani di Israele
The Gatekeepers - I guardiani di Israele è un documentario del 2012 diretto dal regista israeliano Dror Moreh.

## Trama
Il documentario di Dror Moreh racconta la storia dello Shin Bet, il servizio segreto israeliano per la sicurezza interna, attraverso approfondite interviste a sei ex dirigenti, materiali di repertorio e animazioni computerizzate. Il racconto copre il periodo della Guerra dei 6 giorni del 1967 ad oggi.
Non è stato facile per il regista raccogliere le testimonianze dei sei dirigenti, che su alcuni episodi del loro lavoro inizialmente erano riluttanti a parlare.

## Analisi
Il regista dice che questa esperienza l'ha molto cambiato, rendendolo più pessimista rispetto ad una soluzione del conflitto con i palestinesi, e dichiara di esser arrivato alla convinzione che Netanyahu rappresenti "una grande minaccia per l'esistenza dello Stato d'Israele". Ritiene che manchi nei governanti l'audacia, il coraggio e la volontà per risolvere il problema e che la stessa cosa accada tra i palestinesi.

## Struttura
Il filmato è strutturato in sei parti non tanto in ordine cronologico, quanto legate alla tipologia degli interventi dello Shin Bet, e approfondisce anche su argomenti come la controversia che circonda i danni collaterali, l'efficacia della tortura e l'eticità dei cosiddetti assassinii mirati.

## Accoglienza
Uscito per la prima volta a Gerusalemme nel 2012, ha suscitato un ampio dibattito nei vari ambienti politici e nella società civile israeliana, che fondamentalmente lo giudicano come una rappresentazione positiva della forza della democrazia israeliana, ma di cui una parte l'ha voluto vedere come denuncia di alcuni metodi del governo.

## Riconoscimenti
Il film ha ricevuto una nomination ai Premi Oscar 2013 nella categoria miglior documentario.